# Steffen Verlag

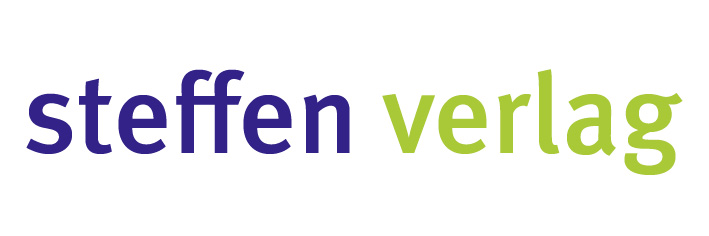
Steffen Verlag

Der Steffen Verlag wurde 2001 von Sven Steffen im mecklenburgischen Friedland gegründet. Seine Publikationen wurden mit dem Daniel-Sanders-Kulturpreis sowie dem Annalise-Wagner-Literaturpreis ausgezeichnet. 2012 eröffnete der Verlag ein Büro in Berlin.
Der 1993 gegründete federchen Verlag mit Belletristik und Sekundärliteratur zu Hans Fallada, Brigitte Reimann und anderen Autoren schloss sich 2009 dem Steffen Verlag an, der seit dem Zusammenschluss das Imprint edition federchen führt.
Der Steffen Verlag verlegt unter anderem Werke von Hans Fallada, Theodor Fontane, Rainer Maria Rilke, Kurt Tucholsky, Franz Kafka, Joachim Ringelnatz, Martin Luther, Fritz Reuter, Wilhelm Busch, Eva Strittmatter, Peter Tille und Uwe Saeger.
Zum festen Programm des Verlages zählen bibliophile Geschenkbücher, Belletristik, Reiseführer, Sachbücher und Regionalliteratur.
Viele der Titel werden auch als E-Book herausgegeben.